# Westphälischer Moniteur
Der Westphälische Moniteur. Officielle Zeitung (französisch Le Moniteur Westphalien. Gazette Officielle) war die offizielle Regierungszeitung des Königreichs Westphalen mit Verlagsstandort in Kassel. Er erschien zwischen dem 22. Dezember 1807 und dem 31. Oktober 1813 als bilinguales Druckmedium auf Deutsch und Französisch.

## Kontext

### Zeitungswesen im napoleonischen Frankreich
Napoleon Bonaparte hatte früh den Stellenwert der Presse als Medium erkannt, die er gezielt für politische Einflussnahme nutzte. So finanzierte er bereits während seines Italienfeldzuges zwei Zeitungen zur Beeinflussung der Soldaten: den Courrier de l’armée d’Italie ou le Patriote francais à Milan, der sich mit der militärischen Kampagne in Italien befasste, sowie La France de l’armée d’Italie, der innenpolitische Themen aufgriff. Um 1800 kontrollierte Napoleon nahezu alle Druckmedien in Paris, allerdings wurden 1811 per Dekret bis auf einige staatsnahe Zeitungen wie den Gazette nationale ou le Moniteur universel (ab 1811 nur noch Le Moniteur universel) alle anderen verboten.

### Planung einer westphälischen Zeitung

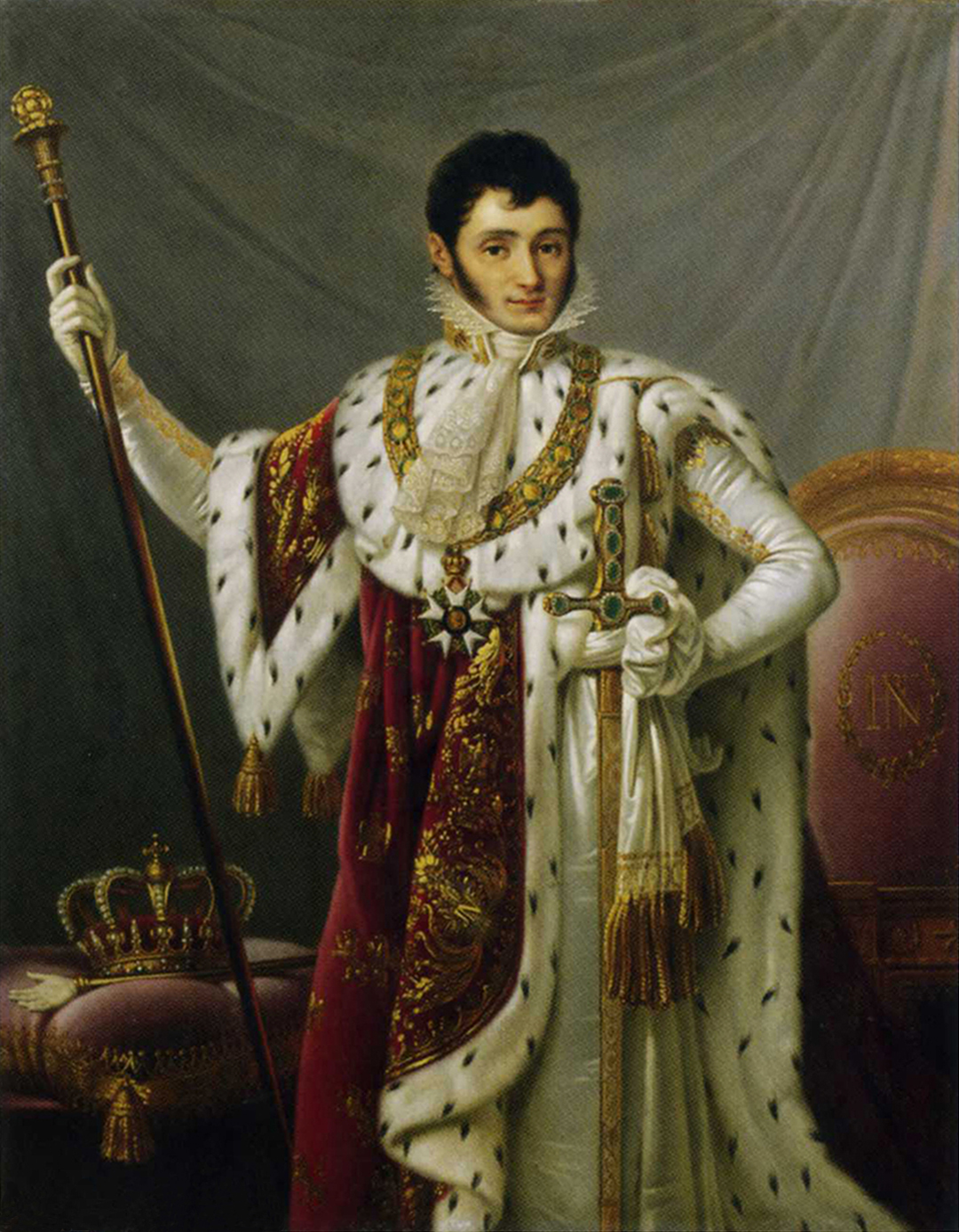
Jérôme Bonaparte (Gemälde von François-Josèphe Kinson um 1810)

Die Herausgabe einer westphälischen Zeitung wurde König Jérôme Bonaparte vom Justizminister Joseph Jérôme Siméon und dem Finanzminister Jacques Claude Beugnot vorgeschlagen und von diesen auch umgesetzt. Dabei sollte der Westphälische Moniteur gezielt dem französischen Vorbild der medialen Einflussnahme folgen.
Als erster Redakteur fungierte der Franzose Jacques de Norvins, der ab Dezember 1807 zunächst das Amt des provisorischen Generalsekretärs des Staatsrates innehatte. Weitere Redakteure des Westphälischen Moniteurs waren unter anderem ab 1808 die Brüder Friedrich Wilhelm August und Johann Karl Adam Murhard aus Kassel; Friedrich Murhard war von 1809 bis 1813 Hauptredakteur.
Die erste Ausgabe des Moniteur erschien am 22. Dezember 1807, in der unter anderem die Verfassung des Königreichs Westphalen publiziert wurde. Ab dem 3. Januar 1808 wurde die Zeitung unter dem Namen Westphälischer Moniteur veröffentlicht.
Neben dem Westphälischen Moniteur existierten einige periodisch erscheinende Publikationen, zum Beispiel die Annalen des Königreich Westphalen und Westphalen unter Hieronymus Napoleon I. (herausgegeben von Georg Hassel und Karl Murhard)

## Form des Westphälischen Moniteurs
Der Westphälischen Moniteur folgte einem wiederkehrenden formalen Aufbau. Die Titelseite gliederte sich in Innere Angelegenheiten und Äußere Angelegenheiten (Intérieur und Exterieur), wobei grundsätzlich die linke Spalte den französischen Originaltext beinhaltete und die rechte Spalte eine deutsche Übersetzung. Damit stand die Zeitung in einer Politik der Zweisprachigkeit, die auch für andere Bereiche des Staatswesens galt. So wurden beispielsweise auf administrativer Ebene die Präfekturen zur Schnittstelle der Sprachverordnung, da sie mit den Ministerien auf Französisch und mit den unteren Behörden auf Deutsch korrespondierten. Die Zeitung erschien immer dienstags, donnerstags und samstags, wobei die Zustellung postfrei erfolgte. Die Auflagenhöhe erreichte zeitweise 1500 Exemplare, die in der Waisenhaus-Druckerei in Kassel im meist vierseitigen Großfolio-Format produziert wurden.

## Inhalt des Westphälischen Moniteurs
Inhaltlich umfasste der Westphälischen Moniteur eine Vielzahl von Themen. Dazu gehörten die Veröffentlichungen von Dekreten, Ernennungen von Präfekten, Kabinettsmitgliedern, Beamten, Staatsräten und leitenden Militärangehörigen, Tagesbefehle an die Armee, Beförderungen, Proklamationen, Adressen des Senats und Reden der Staatsräte in der Ständeversammlung. Damit kam dem Regierungsblatt nicht nur die Rolle einer einfachen Zeitung zu, vor allem, da es auch zur Präsentation des westphälischen Königs und des französischen Kaisers diente.

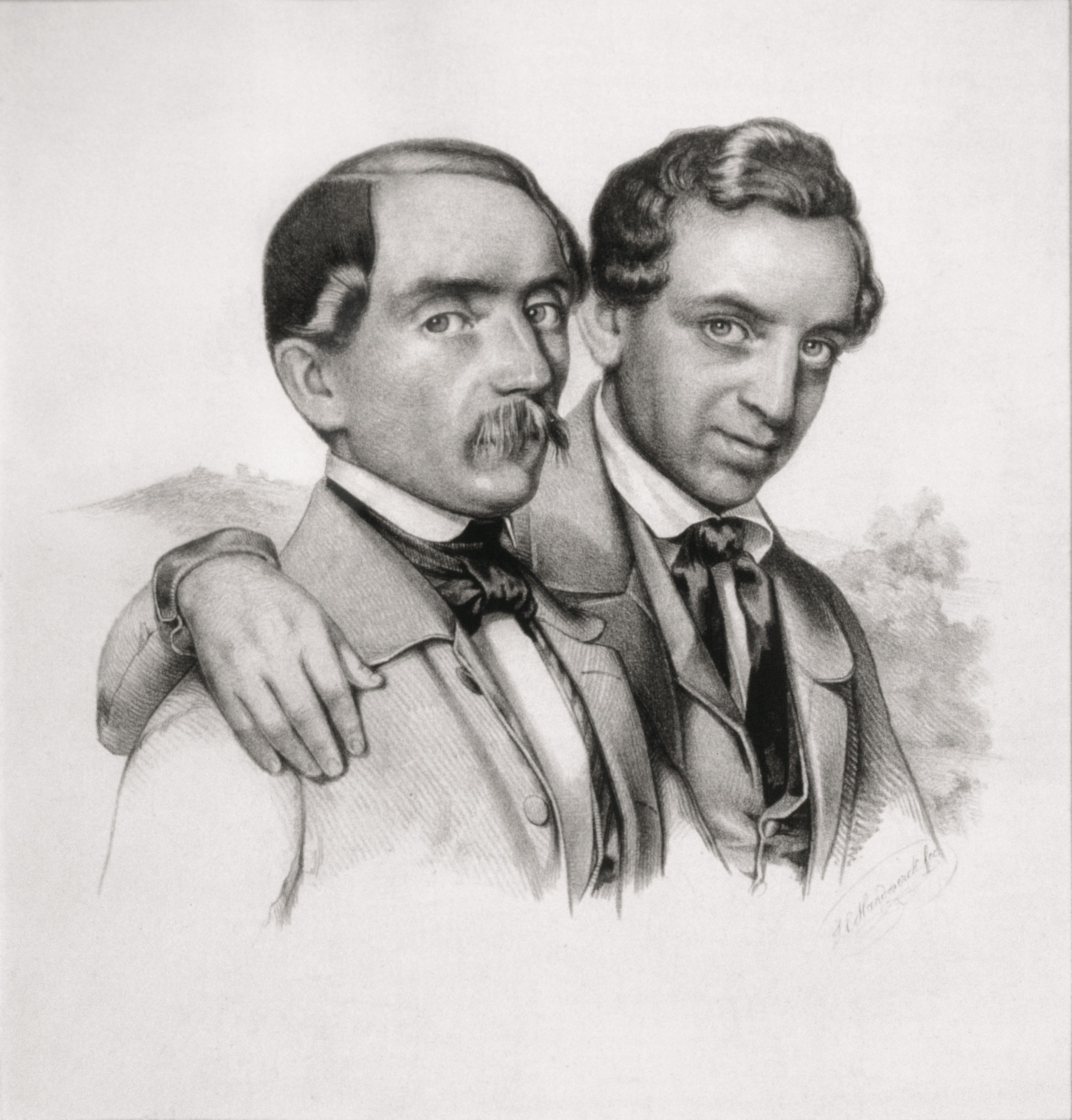
Karl und Friedrich Murhard

Eine positive Darstellung des Königreiches, dessen vermeintliche Vorzüge überschwänglich dargestellt wurden, wurde insbesondere vom Redakteur Murhard betrieben. Als Regierungszeitung enthielt sie dementsprechend nichts staatsschädigendes, so dass beispielsweise der Widerstand gegen die neu eingeführte Konskription kaum Widerhall im Westphälischen Moniteur fand und nur indirekt erwähnt wurde. Allerdings wurden Deserteure und Refrakteure namentlich in der Zeitung zur Fahndung ausgeschrieben, auf deren Konskriptions- und Dienstverweigerung hohe Strafen standen, wobei teilweise auch deren Angehörige sanktioniert wurden. Der Dörnberg-Aufstand vom 22./23. April 1809 fand mit dem Dekret vom 29. April 1809 Einzug in den Westphälischen Moniteur. In diesem wurden die Strafen für die Teilnehmer des Aufstandes verkündet, respektive die Amnestiebedingungen.
In der Rubrik Auswärtige Angelegenheiten wurde, gegliedert nach Ländern, über das Empire (Frankreich, Italien, Spanien), Deutschland, Polen, England, Preußen, Russland, Böhmen, Schweden, Ungarn und teilweise auch die USA berichtet. Eine propagandistische Wirkung sollte dabei auf vielfältige Weise erzielt werden, zum Beispiel durch das Zitieren von Artikeln anderer (teils fremdsprachiger) Zeitungen, sowie echter und erfundener Briefe zu politischen und militärischen Vorgängen. Auch die napoleonische Politik wurde unter anderem durch Armeeberichte, Waffenstillstands- und Friedensverträge einbezogen.

## Folgen und Wirkungsgrad
Die Einrichtung des Westphälischen Moniteurs hatte eine einschneidende Wirkung auf das Pressewesen im Königreich Westphalen. Die Kasseler Zeitung Casselsche Policey- und Commercienzeitung wurde am 3. März 1808 zum Intelligenzblatt des Departements der Fulda transformiert und im Oktober 1810 dem Westphälischen Moniteur als Feuilletonteil angeschlossen. Die anderen Zeitungen, bspw. in Magdeburg, Halle (Saale) und Hamm, wurden per Dekret ab September 1808 durch die Generaldirektion der Hohen Polizei überwacht und besaßen im Gegensatz zum Westphälischen Moniteur keine Postfreiheit.
Der Wirkungsgrad des Westphälischen Moniteurs auf die unterschiedlichen gesellschaftlichen Milieus lässt sich nur schwer einschätzen. Durch eine ungenaue und verfälschende deutsche Übersetzung wurde das propagandistische Ziel deutlich geschmälert und leitete Teile der Bevölkerung zu kritischem Denken an, indem der französische Originaltext und die deutsche Übersetzung miteinander verglichen wurden, um Unstimmigkeiten herauszufinden.